# Miasto chłopców
Miasto chłopców (ang. Boys Town) – amerykański film z 1938 roku w reżyserii Normana Tauroga. Film w 1939 roku otrzymał pięć nominacji do Oskara, z czego ostatecznie zdobył dwie statuetki.
W rolach głównych wystąpili: Spencer Tracy jako ojciec Flanagan oraz Mickey Rooney jako Whitey Marsh.